# Instituto Sou da Paz
Instituto Sou da Paz ou Sou da Paz é uma organização da sociedade civil fundada em 1999  e que tem por objetivo contribuir para a efetivação de políticas públicas de segurança e prevenção da violência, pautadas por valores de democracia, justiça social e direitos humanos, por meio da mobilização da sociedade e do Estado e da difusão de práticas inovadoras nessa área.
As ações são pautadas por três eixos: pesquisa na área de segurança pública, desenvolvimento de propostas de políticas públicas e mobilização do público amplo e tomadores de decisão estratégicos.
Entre as principais pesquisas atuais da organização, estão o estudo sobre esclarecimento de homicídios “Onde Mora a Impunidade”, e as pesquisas focadas em analisar o impacto da arma de fogo considerando gênero e raça e no sistema de saúde. É a única organização que analisa o perfil das armas retiradas do crime, pesquisas que evidenciam as transferências entre mercado legal e ilegal de armas. Mais recentemente, se debruçou na análise do perfil das armas utilizadas em ataques a escolas.
Além do controle responsável de armas de fogo e políticas de redução de homicídios, a organização também monitora e analisa dados criminais no estado de SP, por meio do boletim SDP Analisa, que destaca as variações de homicídios, roubos, estupros, feminicídios e outros índices estaduais. Também analisa e produz conhecimento em temas como: atuação policial, gestão da segurança pública, violência contra a mulher, sistema carcerário e sistema socioeducativo.

## História
O Sou da Paz começou como uma campanha pelo desarmamento, lançada em 1997 por um grupo de estudantes para jogar luz sobre um tema até então desconsiderado no debate sobre segurança pública.  Um estudo da ONU realizado em 1996 apontava o Brasil como o país onde mais se matava por armas de fogo em todo o mundo. Ou seja, um fator de risco que aumentava significativamente as mortes violentas no país era o grande volume de armas em circulação e uma cultura de valorização das armas de fogo.
A Campanha Sou da Paz contou com o apoio de organizações da sociedade civil (OAB, ILANUD, Comissão de Justiça e Paz, entre outros) e personalidades dos meios jornalístico, publicitário, artístico e esportivo. A Campanha se dividiu em duas frentes: promover a conscientização da população, com uma campanha de mídia de alcance nacional além de palestras e debates, e ao mesmo tempo fazer uma campanha de desarmamento voluntário – a primeira do país.
Em poucos meses foram entregues mais de 3.500 armas na cidade de São Paulo. Estas armas foram, pela primeira vez na história do Brasil, destruídas publicamente. Por causa da Campanha e do destaque que ela obteve, o Congresso começou a propor medidas concretas de restrição ao uso de armas. E o grupo que idealizou a campanha decidiu ampliar seu escopo de atuação, colocando em prática uma visão inovadora sobre segurança pública. Em 1999, foi criado o Instituto Sou da Paz.
Os primeiros projetos voltaram-se às regiões e públicos mais afetados pelos homicídios: os jovens moradores dos distritos do Jardim Ângela, Jardim São Luis e Capão Redondo, zona sul da capital paulista. Iniciativas de valorização da convivência e participação e formação de empreendedores impactaram nas histórias de vida de diversos grupos. Gradualmente o Sou da Paz ampliou os temas de trabalho: desde 2003 realiza projetos para melhorar a atuação das polícias; nos anos seguintes prestou assessoria a diversas prefeituras na realização de diagnósticos e planos locais de prevenção da violência; em seguida passou a atuar em rede.

A agenda de controle de armas permaneceu e o Sou da Paz atuou para a aprovação do Estatuto do Desarmamento e sua implementação; em âmbito internacional participou das mobilizações pela aprovação de um tratado internacional de controle de armas.